# Calluna vulgaris
Urze ou Queiró (Calluna vulgaris) é a única espécie vegetal do género Calluna, pertencente à família Ericaceae. Trata-se de um arbusto anão que surge em todas as ilhas dos Açores, na ilha da Madeira e na maior parte da Europa continental.
Quanto ao biótipo, trata-se de um fanerófito

## Taxonomia

### Sinonímia
Calluna vulgaris Salisb.; Calluna vulgaris (L.) ; Erica vulgaris (L.) Hull var. hirsuta (Waitz) Gray

### Nomes comuns
Dá ainda pelos nomes comuns de quebra-panelas, queiró-das-ilhas, torga-ordinária, urze-roxa, mongariça, leiva e rapa.

## Descrição
É uma espécie arbustiva verde, amplamente ramificada. É dotada de folhas pequenas, com margens com revolução e com duas aurículas, que se protraem à rectaguarda, conferindo à folha um feitio triangular. A folha abraça o caule (folha amplexicaule). Os ramos principais são muito espaçados, ao passo que os demais ramos, por sinal de mais reduzidas dimensões, não ostentam flores e são intrincadamente imbricados.
	Dispõe de pedúnculos com várias brácteolas, formando um invólucro imediatamente sob a flor. A coroa e o cálice da flor são rosa-claro.

## Distribuição
Esta espécie distribui-se por toda a Europa e pelo Noroeste do continente africano, designadamente Marrocos e a Mauritânia, sendo que também se encontra, enquanto espécie introduzida, no continente americano.

## Portugal
Trata-se de uma espécie presente no território português, nomeadamente em Portugal Continental, no Arquipélago da Madeira e no Arquipélago dos Açores.
Designadamente, no que toca a Portugal Continental, encontra-se presente em todo o território.
Em termos de naturalidade é nativa das regiões já mencionadas supra.

## Protecção
Não se encontra protegida por legislação portuguesa ou da Comunidade Europeia.

## Ecologia e habitat
Medra em terrenos bravios e sáfaros, sejam charnecas ou sobosque, com solos de substracto ácido e tendencialmente higrófilos, tanto em montanha como à beira-mar.

## Perfil farmacológico
As partes aéreas floridas têm propriedades adstringentes, colagogas (acção sobre a vesicula biliar), antissépticas, depurativas, sudoríficas, expectorantes, podendo inclusiva ser usadas para confeccionar sedativos ligeiros e vasoconstritores. Historicamente, conheceu uso na preparação de mezinhas no tratamento da artrite, reumatismo e frieiras.
Na mesma linha de conta, as infusões dos rebentos das flores desta planta também foram usadas, como mezinhas, no tratamento de infecções das vias urinárias, da hiperuricémia, da gota, do reumatismo, da hipertensão arterial.
Também chegou a ser usada para fazer unguentos tópicos para combater eczemas e infecções orofaríngeas e vulvares.

## Ligações exteriores
- Calluna vulgaris (L.) Hull, Jardimbotanico, UTAD, 2019
- «plant-identification.co.uk»